# Michèle Torr
Michèle Torr, nome d'arte di Michelle Cléberte Tort (Pertuis, 7 aprile 1947), è una cantautrice francese. Dal 2010 ha scelto di adottare come nome quello d'arte di Michelle Torr.
Conosciuta in Italia per la sua partecipazione all'Eurovision Song Contest 1966 e all'Eurovision Song Contest 1977, ha venduto 35 milioni di dischi, inciso 434 canzoni, registrato 53 album discografici e 70 45 giri. Ha ricevuto 30 dischi d'oro ed un disco di platino.
Vive a Aix-en-Provence, in Francia.

## Biografia

### Inizi
Cantante precoce, la Torr partecipò nel 1962, vincendola, alla prima gara canora On Chante dans mon Quartier, tenutasi ad Avignone. Di bella presenza, alta e dotata di fascino, conquistò il pubblico esibendosi in un brano di Édith Piaf, Exodus. In quella stessa edizione era in gara anche un'altra futura cantante di successo, Mireille Mathieu, anch'essa impegnata in un brano della Piaf.
L'anno successivo, ormai sedicenne, Torr riuscì a ottenere un contratto con l'etichetta discografica Mercury Records e fu invitata ad aprire i concerti di Claude François all'Olympia di Parigi.
Nel 1964 la cantante incise tre extended play (singoli con due canzoni per lato) che ebbero felice diffusione attraverso la radio e i juke-box. In particolare, notevole successo ottenne il brano Dans mes bras, oublie ta peine.
Le successive incisioni furono sia canzoni originali francesi sia cover di brani inglesi o statunitensi (fra cui una versione di And I Love Her dei Beatles, Et Je L'Aime).

### L'Eurofestival
Il 5 marzo 1966 la Torr, come cantante francofona, rappresentò, con il brano Ce soir je t'attendais, il Lussemburgo all'undicesima edizione dell'Eurofestival che si teneva appunto in quel paese, organizzatore in quanto vincente l'anno precedente. Forse tradita dall'emozione, la prova della cantante non fu delle migliori e, pur essendo la sua una canzone moderna ed accattivante, non andò oltre il decimo posto (su diciotto partecipanti).
Nel 1972 il contratto con la Mercury Records decadde, ma, undici anni dopo la prima partecipazione, il 7 maggio 1977 a Londra, per Torr si è ripresentò l'occasione di partecipare ancora alla competizione canora continentale, stavolta in rappresentanza del Principato di Monaco, con la canzone  Une petite française. Lo Eurovision Song Contest 1977 la vide piazzarsi al quarto posto su diciotto concorrenti e le fece conquistare un altro disco d'oro.

### Carriera successiva
Torr ha continuato a incidere dischi durante gli anni settanta e gli anni ottanta. Un buon successo hanno ottenuto i brani Une vague bleue, Emmène-moi danser ce soir (tre milioni di esemplari nel mondo), La séparation e Discomotion. Accanto all'incisione di dischi, ha partecipato a trasmissioni televisive.
Una data fondamentale nella carriera della cantante è stata il 1980, anno in cui ha cantato come vedette a l'Olympia per un mese intero a teatro esaurito: la più grande soddisfazione della sua carriera. L'Olympia diverrà negli anni il palco più amato da Michèle: ritornerà infatti nel tempio della musica francese nel 1982, 1987, 1992, 1996, 1998, 2002, 2005, 2008, 2011, 2015 (riferimento La Couleur des mots (libro autobiografico scritto con Laurent Fialaix).
Negli anni novanta, in coincidenza con un periodo di stallo nella produzione di materiale inedito, sono state pubblicate compilations delle sue prime incisioni. 
Dal 1997, con l'album Seule di cui è autrice dei testi, la Torr ha incominciato a prodursi in proprio fondando la M.T. Production.
Ha continuato tuttavia ad esibirsi in concerto nell'ambito di manifestazioni di revival di un periodo musicale, quello degli anni sessanta, sicuramente felice sul piano della creatività artistica e musicale. Del 2007 è l'album frutto della produzione matura della cantante, intitolato - sicuramente non a caso  - Ces années-là, Quegli anni là.
Lei è nata cantante, possiede una voce per tutte e di tutte le epoche - ha detto di lei Maurice Chevalier (riferimento Mon cahier de chansons l'integrale 1964-1999).
Fra la fine degli anni novanta e la metà degli anni duemila, Torr ha pubblicato anche due libri:
- 1999 – La Cuisine (provençale) de ma mère
- 2005 – La Couleur des mots (libro autobiografico scritto con Laurent Fialaix)

### Vita privata
Nel 1967 la Torr ha avuto un figlio, di nome Romain, nato dalla sua relazione sentimentale con il collega cantautore Christophe. Si è poi sposata con Jean Vidal, da cui ha avuto una figlia, Émilie, nata nel 1973. Dopo la morte di Vidal (da cui viveva già separata) si è nuovamente sposata nel 1995 con Jean-Pierre Murzilli, impresario di origine italiana (riferimento La Couleur des mots (libro autobiografico scritto con Laurent Fialaix)

## Discografia
- 1964: Dans mes bras oublie ta peine
- 1965: Dis- moi maintenant
- 1966: Ce soir, je t'attendais
- 1970: Tous les oiseaux reviennent
- 1974: un disque d'amour
- 1976: Je m'appelle Michèle
- 1976: Jezebel
- 1977: Une petite francaise
- 1977: J'aime
- 1978: Emmène- moi danser ce soir
- 1979: Chanson inédite
- 1980: Lui
- 1980: Olympia 1980
- 1981: J'en appelle á la tendresse
- 1982: Olympia 83
- 1983: Midnight Blue en Irlande
- 1983: Adieu
- 1984: Donne-moi la main, donne-moi l'amour
- 1986: Je t'aime encore
- 1986: Qui?
- 1987: Chanson de toujours
- 1987: I remenber you
- 1988: Je t'avais rapporté
- 1989: Argentina
- 1991: Vague á l'homme
- 1993: A mi vi
- 1993: Olé Olé (Kun til Canada)
- 1995: A nos beaux jours (country music på fransk)
- 1997: Seule
- 1999: Portrait de scene (live)
- 2002: Donner
- 2002: Olympia 2002 (live)
- 2003: Michèle Torr chante Piaf
- 2005: Olympia 2005 (live)
- 2006: La louve
- 2007: Ces années -lá.
- 2008: Olympia 2008 (live)
- 2011: Olympia 2011 (live)
- 2012: Chanter c'est prier
- 2014: Diva
- 2016: Tout l'amour du monde (live)

## Riconoscimenti
- Nel 1997, a nome del Presidente della Repubblica e del Ministro della Cultura, è stata nominata dama dell'Ordine delle arti e delle lettere. Nel 2002 ha ricevuto il titolo di ufficiale dello stesso ordine.[5]